# Mashhoor bin Sa'ud Al Sa'ud
Mashour bin Saʿūd Āl Saʿūd (in arabo مشهور بن سعود بن عبد العزيز آل سعود‎?; Riyad, 1954 – 21 novembre 2004) è stato un principe saudita, membro della famiglia reale Āl Saʿūd.

## Primi anni di vita

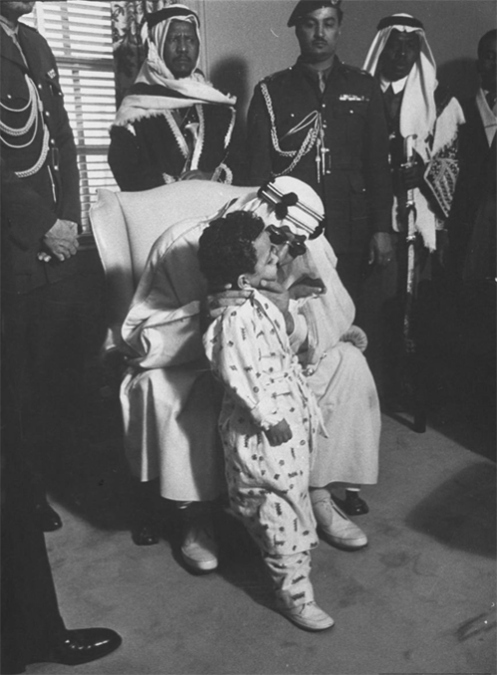
Il principe con il padre.

Il principe Mashour è nato a Riad nel 1954  ed era il ventinovesimo figlio di re Sa'ud.
Ha iniziato la sua formazione presso la scuola Re Abd al-Aziz della capitale. In seguito, ha lasciato il regno con suo cugino, il principe Khalid bin Faysal, per studiare negli Stati Uniti presso l'Istituto George Washington. Ha poi conseguito una laurea in scienze politiche presso l'Università della California. L'unico ruolo pubblico che ha ricoperto è stato quello di consigliere del ministro dell'interno.

## Visita negli Stati Uniti del 1957
Nel 1957, il padre ha effettuato una visita ufficiale a Washington portando suo figlio Mashour che soffriva di una malattia. Il presidente Dwight D. Eisenhower ha incaricato il suo medico personale di prendersi cura di lui al Walter Reed Hospital.

## Vicenda giudiziaria
Nel 1985, è stato accusato di aver cospirato per contrabbandare cocaina nel Regno Unito e ha trascorso due settimane in carcere prima che l'Alta corte di Londra gli concedesse la libertà in cambio di 150000 sterline di cauzione. Questa è stata però rifiutata dopo che l'accusa ha riferito alla corte che Mashour non aveva l'immunità diplomatica  e gli è stato ordinato di fare rapporto alla polizia due volte alla settimana fino al processo. Nell'aprile del 1986, il principe è stato giudicato colpevole dopo aver ammesso di possedere cocaina e affermato che spendeva circa 500000 dollari l'anno nell'acquisto dello stupefacente e nel mantenere un alto tenore di vita.

## Vita personale
Era sposato con la principessa Fatima Kurdi. Dalla loro unione sono nati quattro figli, un maschio, Bandar, e tre femmine Bayan, Dalal e Al Bandri.

## Morte
Il principe Mashour è morto il 21 novembre 2004 per un attacco cardiaco.